# CH Madrid
CH Madrid byl hokejový klub z Madridu, který hrával Španělskou hokejovou ligu. Klub byl založen roku 1972, a zanikl roku 2006.
Španělskou hokejovou ligu hrál v letech 1972 - 1974 a 2002 - 2006.

## Historie
Klub byl založen v roce 1972 a byl jedním ze šesti zakládajících členů Superligy. Ve své první sezóně skončil Madrid jako vicemistr Superligy. Klub hrál v Superlize od roku 1972 do roku 1975 kdy před sezónou 1974/1975 odstoupil ze soutěže z důvodu nezajištění domácího ledu. Do soutěže se vrátil pro sezónu 2002/03. Od roku 2006 se CH Madrid účastní pouze neoficiálních turnajů a přátelských zápasů. a soustředí se hlavně na hokej na kolečkových bruslích.

## Úspěchy
- Vicemistr Španělska – 1973
- 2x 3. místo Španělska - 1974, 2003

## Umístění
| Sezóna    | PÚ | Zákl. Část. | Kon. Um. | Play off                                           | Pohár                |
| --------- | -- | ----------- | -------- | -------------------------------------------------- | -------------------- |
| 1972/1973 | 6  | 2. místo    | 2. místo | nehrálo se                                         | prohra v semifinále  |
| 1973/1974 | 5  | 3. místo    | 3. místo | nehrálo se                                         |                      |
|           |    |             |          |                                                    |                      |
| 2002/2003 | 6  | 3. místo    | 3. místo | prohra v semifinále s FC Barcelona 0:2 ba zápasy   | prohra v semifinále  |
| 2003/2004 | 6  | 5. místo    | 5. místo | nedostal se do play off                            | prohra v kvalifikaci |
| 2004/2005 | 7  | 5. místo    | 5. místo | nedostal se do play off                            | prohra v semifinále  |
| 2005/2006 | 7  | 5. místo    | 6. místo | prohra ve čtvrtfinále s FC Barcelona 0:2 ba zápasy | prohra v semifinále  |